# RSO: Richie Sambora & Orianthi
RSO é uma colaboração entre o casal de guitarristas Richie Sambora e Orianthi Panagaris.
Sambora passou 30 anos como o guitarrista para os ícones do rock Bon Jovi, e também desfrutou de uma carreira solo bem sucedida, enquanto a Australiana Orianthi primeiro chamou a atenção do público como a guitarrista de Michael Jackson na turnê This Is It antes de iniciar seu próprio empreendimento individual e colaborando ou executando ao lado de uma ampla gama de artistas, incluindo Steven Tyler, Prince, Santana, Steve Vai, Alice Cooper, e Lacey Sturm, entre outros.
A dupla  lançou o seu EP de estreia, Rise, em 29 de setembro de 2017, pela gravadora Frontiers Records.

## Discografia
- Rise - EP (2017)
- Making History - EP (2017)
- Radio Free America - Full Album (2018)